# چیمریکا (مجموعه تلویزیونی)
چیمریکا (انگلیسی: Chimerica) یک مجموعهٔ تلویزیونی درام بریتانیایی است که در سال ۲۰۱۹ منتشر شد.

## داستان
یک عکاس جوان، تصویر مرد تانکی را در اعتراضات میدان تیان‌آن‌من ۱۹۸۹ در پکن ثبت می‌کند. ۲۰ سال بعد، او به سفری اکتشافی به چین می‌رود تا هویت واقعی آن دانشجوی معترض را دریابد.

## بازیگران
- آلساندرو نیوولا در نقش لی برگر[۲][۳][۴]
- چری جونز در نقش مِل کینکِـید[۲][۴][۵]
- سوفی اوکوندو در نقش تسا کندریک[۲][۴]
- اف. موری آبراهام در نقش فرانک سَـمس[۲][۴]
- تری چن در نقش ژانگ لین[۲][۴]
- کیتی لیانگ در نقش لیولی